# 김윤정 (1869년)
김윤정(金潤晶, 일본식 이름: 세이도 긴지로(淸道 金次郞), 1869년 6월 25일 ~ 1949년 10월 23일)은 조선 후기의 문신 겸 외교관이자 대한제국과 일제강점기의 관료이다. 인천부 경무관 재직 시절 일본인 군사 간첩 쓰치다 조스케(土田讓亮)를 황해도 안악 치하포 주막에서 살해한 혐의로 끌려온 김창수를 심문하기도 했고, 외교관으로 있을 때는 미국 국무부에 고종의 밀서를 전달해 달라던 이승만의 청을 거절하기도 하였다.
인천부 경무관으로 있다가 정부유학생으로 미국, 영국을 유학하였으며 주미조선공사관의 3등 서기관과 1등 서기관, 주미공사 직무대리 등을 역임했다. 1905년 광무 8년, 을사 보호 조약으로 외교권을 박탈당하자 귀국하여 태인군 군수, 1906년 인천부 부윤 겸 감리사를 역임했다.
1910년 융희 4년, 10월 한일 합방 후 관직에서 물러났다가 그해 11월 조선총독부의 특채로 등용되어 전라남도 참여관과 경기도 참여관을 거쳐 충청북도도지사로 고속승진한 후 1926년 중추원 참의가 되었다가 1945년 중추원 고문직에 올랐다. 그의 딸 윤고려는 개화파 정치인 윤치오의 두 번째 부인으로 결혼 후 남편의 성을 따라 윤씨로 성을 바꾸기도 했다. 본관은 청도이다.

## 생애

### 어린 시절
한성부 출신으로 관직에 올라 인천부 경무관을 지냈다. 인천부 경무관 재직 중 조선에 밀파된 쓰시마 이즈하라 출신의 일본인 해외무역상이었던 육군 중위 쓰치다 조스케라는 군사 간첩의 암살범으로 지목된 김창수(金昌洙, 뒤에 김구로 개명)을 심문하였다. 당시 인천부윤은 이재정이었다.
구한말에 관료생활을 하던 중 대한제국의 학부가 선발한 유학생으로 뽑혀 1897년부터 미국에 유학했다.

### 외교관 생활
1903년, 대한제국 공사관 고문이었던 조지 워싱턴 대학 총장 찰스 니드햄 박사의 추천으로 인해 주한 미국공사 알렌 박사를 설득하여 주미 공사관에 서기생으로 채용되었다. 이후 주미 한국공사관 3등 참서관, 1등 참서관, 대리공사 등을 지내며 외교관으로 근무했다.

#### 청원서 제출 거부 사건
1904년, 고종은 1882년에 미국과 맺은 조미조약을 근거로 미국에게 도움을 요청하는 내용의 밀서를 이승만을 통해 보냈다. N. W. 12가(街)에 위치한 주미 공사관을 방문하니 1등 서기관 홍철수(洪哲洙)가 나와 민영환으로부터 이미 그에게 모든 협조를 제공하라는 내용의 서한을 받았다며 반겨주었다.
당시 주미공사 신태무(申泰武)는 엄비에 의하여 뽑힌 사람이었는데, 그는 이은 왕자에게 왕위를 계승시키기 위해 당시 미국에 유학 중인 의친왕의 거동에 관한 불리한 보고를 본국에 보내는 임무를 맡고 있는 것 같다고 김윤정은 이승만에게 말해주었다.
이승만은 이후 신태무와 직접 면담하였는데 그는 서울로부터 명확한 지령이 없으면 탄원서를 제출할 아무런 권한도 없다고 말하면서, 일본이 한국 조정을 감시하는 마당에 그런 지령이 송부되어 올 가능성 또한 없다고 하였다. 이때 김윤정은 이승만에게 자신이 공사가 된다면 당신의 사명이 성취되도록 최선의 노력을 다하겠다고 하였다. 그리하여 이승만은 민영환에게 김윤정을 공사로 임명할 것을 건의하였다. 그 후 신태무는 본국으로 소환되었고 김윤정이 주미 대리공사가 되었다.
1905년 8월 4일, 뉴욕 시 동부 롱아일랜드 사가모어 힐 오이스터 베이에 위치한 대통령 별장에서 이승만과 만난 루즈벨트 대통령은 밀서에 호의적인 반응을 보였으며 "귀국을 위한 일이라면 무슨 일이건 할 용의가 있다"라고 답변했다. 다만 외교적인 일이므로 밀서가 아닌 위싱턴의 한국공사관을 통해 제출하라고 권유했다. 그러나 고종의 밀서를 들고 온 이승만이 김윤정에게 도움을 요청하자 그는 외면하였다. 당시 이승만은 그의 어린 아들을 설득하여 그의 마음을 되돌리려 하였으나 그는 거절했다. 이승만은 너무도 화가난 나머지 공사관에 불을 질러버리겠다고 야단법석을 피웠다.
할 수 없이 이승만은 필라델피아에 있는 서재필을 찾아가 도움을 요청하였다. 그리고 8월 7일, 서재필은 김윤정에게 탄원서에 대해서는 언급하지 않고 다만 이승만과 윤병구가 국무장관과 면담하기 위한 소개장을 써 주도록 서한을 보냈다.
| “ | 루스벨트 대통령은 탄원서가 국무성을 통하여 전달되어 올 것을 대단히 열망하고 있습니다. 귀하께서 공적으로 탄원서에 관계함이 없이 가능한 이 두 사람을 돕는 것은 조국에 대한 귀하의 의무이며 황제에 대한 귀하의 충의일 것입니다. 이 목적에 알맞도록 소개장을 쓰더라도 그로 말미암아 적어도 탄원서에 관해서는 귀하 자신이 휩쓸려 들어가는 일은 우선 없을 것입니다. 귀하도 나와 동등한 입장에서 생각해 주시기를 앙망하나이다. | ” |

#### 귀국
1905년 을사조약이 체결되어 대한제국이 외교권을 빼앗긴 뒤 영국 유학을 갔다가 그해 귀국했다.
태인군 군수를 거쳐 1906년 인천부윤으로 발령받았다. 김구의 《백범일지》에 따르면 1896년 치하포에서의 일본인 살인 사건으로 인천에 압송된 김구가 김윤정에게 심문받은 것으로 되어 있으나, 손세일은 김윤정의 나이와 유학 시기, 인천부윤 발령 시점을 고려할 때 연대가 맞지 않는다며 이를 김구의 착각으로 보았다. 그러나 김구의 백범일지에 의하면 당시 인천부윤 겸 인천감리사는 이재정(李在正)이었고 김윤정은 인천부 경무관이라고 명시되어 있다.
1908년 3월 해항 신상회사 사원들과 미상회사 사원들 및 지사 강준, 정재홍, 한우근 등과 인천 지역의 유지들이 공동으로 지역에 학교를 설립하려 하자 흔쾌히 동의하여 인천공립보통학교의 설립을 보게 되었다. 그 뒤 관직에서 일시적으로 물러나 있었다.
이후 관립인천실업학교의 교장직을 맡았다가 1910년 10월의 한일 병합 조약 체결 직후 사직하였다.

### 관료 생활
그러나 1910년 11월 개화파 친일 관료로서 등용되어 조선총독부의 전라북도 참여관에 임명되었다. 1919년 3월 13일 전주 만세 시위의 주동자인 윤건중(尹建重)의 습격을 받았다. 윤건중은 행사에 참석한 김윤정을 살해하려다가 그가 재빨리 단상으로 뛰어내리는 바람에 미수에 그치고 수배당하였다.
1921년 3월 경기도 참여관으로 전임되었다가 그해 10월 정기인사에서 다시 경기도 참여관으로 임명되었다. 그해 4월 20일부터 5월 30일까지 경기도내 군수 30여명을 인솔하여 참여관-군수 시찰단의 한사람으로 일본 도쿄를 다녀왔다.
1925년 4월 2일에는 충청북도 도지사로 부임하였다. 1925년 고등관 2등 충청북도지사, 곧이어 고등관 1등으로 승급한 뒤 이듬해 도지사직에서 물러났다. 1927년부터 여성의 취직과 직업훈련을 목적으로 조선여자직업사(朝鮮女子職業社) 설립이 추진되자 창립준비위원으로 참여하고, 1928년 1월 15일 조선여자직업사 대표이사에 선임되었다.
1926년 도지사 직에서 퇴임한 후 조선총독부 중추원 참의에 처음 임명되었으며, 이후 중추원 참의직을 6차례나 연임하다가 광복 직전인 1945년 중추원 고문직에 올랐다. 1935년 편찬된 총독부의 《조선공로자명감》에는 조선인 공로자 353명 중 한 명으로 올라와 있다. 1937년 8월 방응모, 한상룡, 박흥식 등과 함께 애국금차회의 조직에 참여하였다.
윤치오의 부인이며 한국 최초로 양장을 입은 여성이라는 설이 있는 윤고려가 김윤정의 딸이다. 윤고려는 본래 김씨이나 남편을 따라 성을 바꾸었다. 일제강점기 말기 전시체제에는 국민정신총동원조선연맹 평의원, 1940년 10월 전시 황민화정책 시행 당시 국민총력조선연맹 평의원, 국민의용대 고문 등 각종 단체에 활동했다.

### 만년
1945년 4월 중추원 고문직에 올랐다. 다시 1945년 6월 조선총독부 중추원 고문으로 임명되었지만 2개월 뒤인 8월 광복을 맞이하였다.
1945년 광복 이후 11월 환국한 김구를 찾아 자신이 경무관으로 김구를 심문하던 옛 인연을 대화하기도 했다. 돈암장의 이승만도 찾아갔으나 이승만은 미국에 밀사 파견당시 외면한 일을 기억하여 꼴도 보기 싫다며 냉대한 후 내쫓았다.

### 사후
2002년 민족정기를 세우는 국회의원모임이 광복회와 함께 선정한 친일파 708인 명단과 2008년 발표된 민족문제연구소의 친일인명사전 수록예정자 명단에 모두 포함되었다. 두 명단에는 사위 윤치오도 포함되어 있다. 2009년 친일반민족행위진상규명위원회가 발표한 친일반민족행위 705인 명단에도 포함되었다.
2010년 김윤정의 손자 2명이 "1896년 김구가 투옥 중일 때 경무관으로서 배려한 사실 및 비밀리에 독립운동가들을 지원했다."면서 국가를 상대로 친일반민족행위결정처분취소 소송을 걸었다. 그러나 서울행정법원 행정2부에서는 “중추원 참의를 지낸 것은 그 자체로 친일 활동”이라며 “손자들의 주장하는독립운동지원 사실은 일제강점하반민족행위진상규명에 관한 특별법이 정한 조사범위 내에 있지 않다”며 2010년 9월 7일 원고패소 판결을 내렸다.

## 기타
그는 서광범, 이범진, 이승만, 김규식(金奎植), 서재필, 하란사(河蘭史) 등과 함께 초기 조선인 미국유학생의 한 사람이었다. 실업계에서도 활동하여 조선상사주식회사의 사장으로 활동했다. 딸 윤고려는 대한제국과 일제 강점기 초기의 교육자이기도 했다.
그의 아들 프랭크 김은 김윤정의 귀국 이후에도 계속 미국에 남아서 매사추세츠 주 노스필드 시의 마운트 허만 학교에서 유학하였고 펜실베이니아 대학을 졸업하였다. 졸업 후 그는 미국에서 향유한 자유와 기회 균등을 일본의 통치하에서도 누릴 수 있을 것을 기대하면서 귀국하였으나 몇 주일도 못되어 탄압에 견디지 못하고 다시 미국으로 들어갈 방법을 생각하고 있었다.
1911년, 이승만이 한국에 거주할 당시 그는 프랭크 김의 방문을 받았는데, 그는 자신이 조선호텔에 잠시 유숙하고 있는 스탠포드 대학의 총장인 데이비드 요르단 박사와 사적으로 이야기하려 했으나 방에 일본 관원이 앉아서 '귀하가 무슨 이야기를 하든지간에 절대 비밀을 엄수하겠다'며 자리를 뜨지 않더라고 하였다.
이 이야기를 듣고 이승만은
| “ | 프랭크 군! 내가 워싱턴에서 자네 부친에게 약속한대로 국무성에 탄원서를 전달하도록 간청하던 일을 기억하고 있는지? 그때 또 자네 부친이 강경하게 반대하므로 내가 자네에게 부친이 후일 자네를 노예로 만들 날이 올 것이라고 말하지 않았나? | ” |

프랭크는 이렇게 대답하였다.
| “ | 이 선생님! 나는 그 당시 너무 어려서 이를 분별하지 못하였습니다. 내가 만약 알았더라면 우리의 부친이 조국을 배반하는 것을 결사적으로 막았을 것입니다. | ” |

## 가계
- 부인:
  - 딸 : 윤고려(尹高麗, 다른 이름은 윤고라, 1891년 4월 14일 ~ 1913년 12월 28일)[15] 윤고려는 본래 김씨이나 남편을 따라 성을 바꾸었다.[16][17]
  - 사위 : 윤치오(尹致旿, 1869년 8월 5일 ~ 1949년 12월 2일)
    - 외손녀 : 윤융희[18]
    - 외손자 : 윤욱선
    - 외손자 : 윤창선[18]

## 같이 보기
- 조선총독부 중추원
- 윤치오
- 윤치호
- 김구
- 이재정
- 이승만
- 민영환
- 명성황후
- 쓰치다 조스케
- 가쓰라 태프트 밀약
- 백범일지
- 인천창영초등학교

## 김윤정을 연기한 배우
- 이창환 - 1995년 《김구》, KBS2 텔레비젼 드라마
- 김광영 - 2017년 《대장 김창수》, 영화

## 참고 문헌
- 김구, 《백범일지》 (국사원, 1947)
- 선우진, 《위대한 한국인 9 : 김구》 (휘문출판사, 1976)
- 허정, 《위대한 한국인 11 : 이승만》 (휘문출판사, 1976)
- 이원순, 《세기를 넘어서 : 해사 이원순 자전》 (신태양사, 1988)
- 손세일, 孫世一의 비교 傳記 (7) 한국 민족주의의 두 類型 - 李承晩과 金九 보관됨 2023-07-29 - 웨이백 머신, (월간조선, 2002. 2.)